# Fascellina chromataria
Fascellina chromataria är en fjärilsart som beskrevs av Walker 1860. Fascellina chromataria ingår i släktet Fascellina och familjen mätare. Inga underarter finns listade i Catalogue of Life.

## Bildgalleri

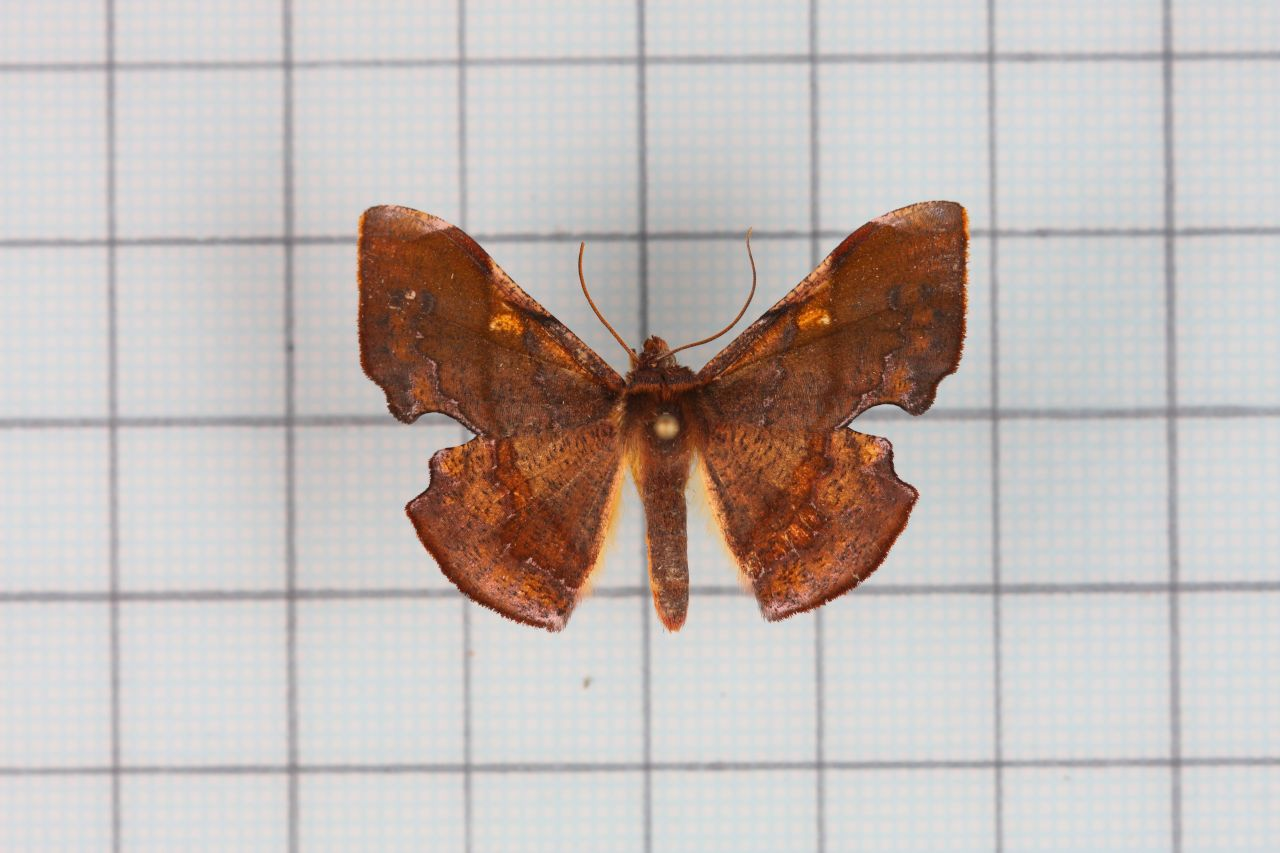
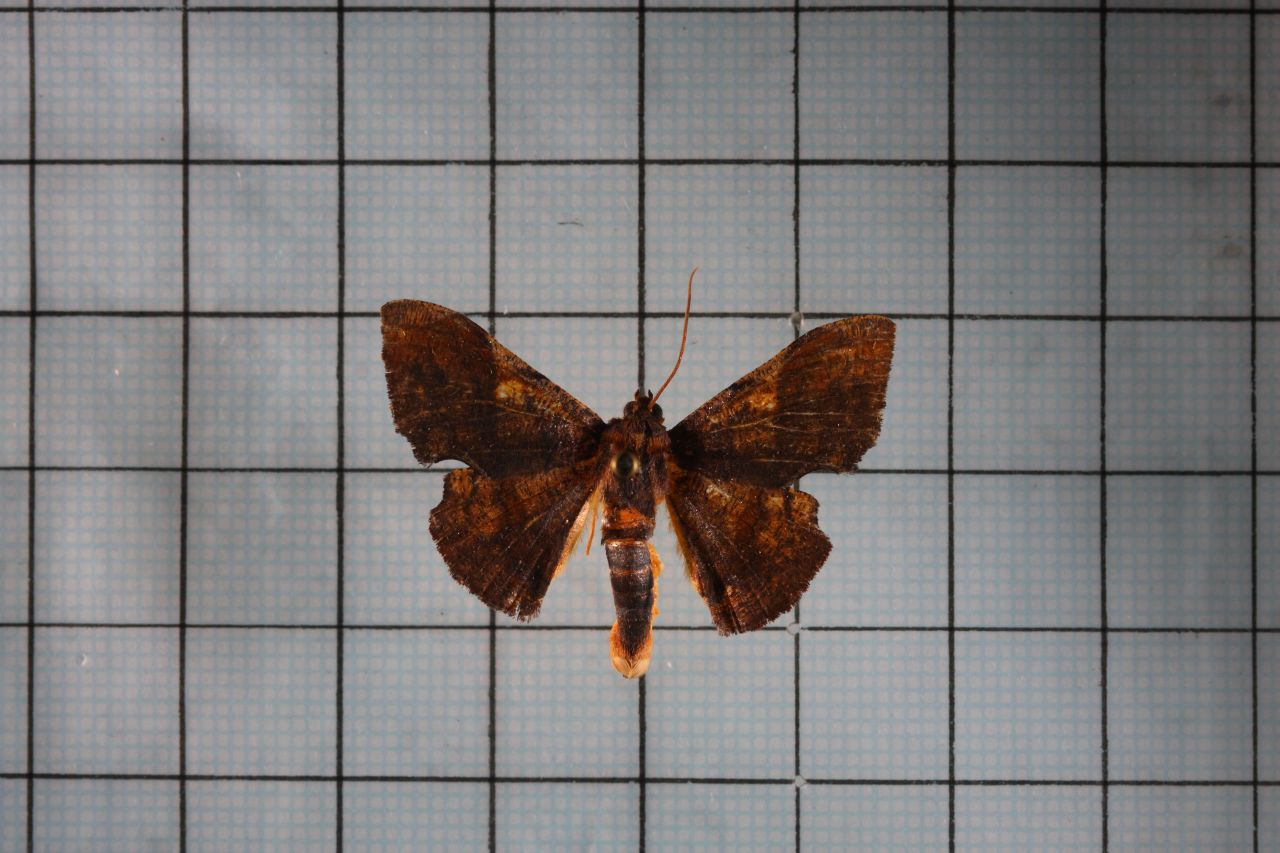